# ℃-ute Cutie Circuit 2008 〜9月10日は℃-uteの日〜
『℃-ute Cutie Circuit 2008 〜9月10日は℃-uteの日〜』（キュートキューティーサーキット2008 くがつとおかはキュートのひ）は、2008年9月10日に品川ステラボールにて開催された℃-uteのイベントである。2008年12月17日発売。発売元はゼティマ。

## 概要
2008年7月30日に発売された「江戸の手毬唄II」の購入者特典として開催されたイベント『℃-ute Cutie Circuit 2008 〜9月10日は℃-uteの日〜』（品川ステラボール）でのライブの模様を収録。

## DVD
『℃-ute Cutie Circuit 2008 〜9月10日は℃-uteの日〜』（2008年12月17日）
1. キューティーガールズのコーナー
2. OPENING
3. As ONE
4. 私立共学
5. MC
6. YES!しあわせ
7. 大きな愛でもてなして
8. ダーリン I LOVE YOU
9. 寸劇「忘れたい夏…」（梅田えりか・矢島舞美・中島早貴・有原栞菜）
10. DJマイマイ・MCチッサー＆MCカッパーのコーナー
11. 即 抱きしめて
12. 美少女心理
13. MC
14. ほめられ伸び子のテーマ曲
15. 涙の色
16. MC
17. JUMP
18. まっさらブルージーンズ
19. ENCORE：江戸の手毬唄II
20. ENCORE：都会っ子 純情
21. ENCORE：MC
22. ENCORE：「忘れたくない夏」